# Die Musci der Flora von Buitenzorg
Die Musci der Flora von Buitenzorg (abreviado Musci Buitenzorg) es un libro con ilustraciones y descripciones botánicas que fue escrito por el botánico Max Fleischer. Fue publicado en Leiden en 4 volúmenes en los años 1900-1922[-1923].